# Mabank
Mabank – miasto w Stanach Zjednoczonych, w stanie Teksas, w hrabstwie Kaufman.